# 朝鮮文学建設本部
朝鮮文学建設本部（ちょうせんぶんがくけんせつほんぶ）は太平洋戦争終戦直後の1945年8月16日に連合軍軍政地域であるソウルで結成された文学団体。

## 結成
1945年8月16日、林和と金南天を中心として構成された。彼等は朝鮮プロレタリア芸術家同盟少壮派の核心人物達だった。朝鮮文学建設本部は似たような性格の他ジャンルの芸術人団体の中で最も早く結成され推進力を発揮し、朝鮮文化建設中央協議会を8月18日に組織した後、他分野の団体を傘下団体に糾合する手腕を見せた。李泰俊、李源朝、厳興燮等が参与した。

## 分離と解体
朝鮮文学建設本部は左翼系列が主導権を掴みはしたが表面的には汎文壇的な性格を帯び、親日行跡が目に余る一部の文人を除けばイデオロギーの区別なく多数の文人達が加担した。当時までは南北分断や右左翼対立が可視化されておらず、朝鮮文学建設本部も左翼の色合いを大きく出すことはなかった。これにより、左翼強硬派達は朝鮮文学建設本部の改良的路線と親日行跡に対する寛大に不満を持つようになり、宋影、李箕永等が9月17日に朝鮮プロレタリア文学同盟を組織し、分離した。
朝鮮プロレタリア文学同盟は朝鮮文化建設中央協議会のように朝鮮音楽同盟、朝鮮美術同盟、朝鮮プロレタリア演劇同盟、朝鮮映画同盟等、他分野の団体を包括し9月30日に朝鮮プロレタリア芸術同盟を結成することによって朝鮮文学建設本部を圧迫した。
結果、1945年12月13日には朝鮮文化建設中央協議会と朝鮮プロレタリア芸術同盟が朝鮮共産党の支持により朝鮮文学同盟を結成し統合した。統合過程は延安から帰国した金台俊が主導した。